# Casio
Casio (на японски: カシオ計算機株式会社, Kashio Keisanki Kabushiki-gaisha) е японска компания, известна предимно с производството си на часовници, калкулатори, мобилни телефони, принтери, цифрови фотоапарати и електронни музикални инструменти.
Основана е през 1946 година, а през 1957 представя първия изцяло компактен електронен калкулатор. Casio e ранен иноватор на цифровите фотоапарати, а през 80-те и 90-те години на XX век компанията разработва множество достъпни домашни електронни синтезатори за музиканти, заедно с представянето на първите масово произвеждани дигитални часовници.
Компанията е известна с добавянето на множество функции към електронните си часовници като например хронометър, компас, термометър, GPS, алтиметър и други. От 2000 година насам Casio предлага функциониращи радиоуправляеми часовници и аналогови часовници с класически дизайн по целия свят. През 2017 Casio обявява в прессъобщение, че 100-милионният ръчен часовник G-Shock е произведен през август 2017. Компанията вижда себе си като лидер на пазара за издържливи часовници за открито.

## Галерия
- Дигитален часовник F-91W, който е най-продаваният модел часовник в света [3]
- Класически модел Casio G-Shock
- Casio Data Bank – часовник с каталог за телефонни номера и календар
- Калкулатор fx-570MS
- Sampletone SK-1